# Sve najbolje Minea
Sve najbolje je prvi kompilacijski album hrvatske pop pjevačice Renate Končić Minee, kojeg je 2003. godine objavila izdavačka kuća Croatia Records. Na albumu se nalaze hitovi od 1995. do 2003. godine, uključujući novi singl Kad volim, volim.

## Pozadina
Albumom "Sve najbolje" Minea je odlučila staviti svojevrstan pečat na ono što je do tada radila i istovremeno najaviti promjene u daljnjoj glazbenoj karijeri. Djelić tih promjena Minea je najavila s hitom "Kad volim, volim", a svoje estradno odrastanjem potvrdila je i suradnjom s jednim od najvećih domaćih hitmejkera Dorđem Novkovićem, ali i nastavak suradnje s Tončijem Huljićem.

## Komercijalni uspjeh
Album je postigao veliki uspjeh u Hrvatskoj debitirajući na drugom mjestu Hrvatske nacionalne top ljestivice, kasnije je nagrađen platinastom nakladom. U Sloveniji i Srbiji je album zauzeo visoke pozicije u prvom tjednu prodaje, tako je debitirao na mjestu broj tri Slovenske top ljestivce, a narednog tjedna popeo se na mjesto broj jedan.

## Singlovi
- Kad volim, volim je jedini singl s kompilacijskog albuma, izdat ožujka 2003. i premijerno izveden na 7. HRF-u.[2] Autor glazbe je Đorđe Novković, teksta Željko Pavičić, a aranžmana Mustafa Softić. Za pjesmu je urađen i video spot.

## Popis pjesama
| Br. | Skladba                          | Trajanje |
| --- | -------------------------------- | -------- |
| 1.  | »Good boy«                       | 3:00     |
| 2.  | »Mornaru moj«                    | 4:13     |
| 3.  | »Vrapci i komarci«               | 3:19     |
| 4.  | »Uberi ljubicu«                  | 3:39     |
| 5.  | »Ako ovo je kraj«                | 4:03     |
| 6.  | »E, pa neka«                     | 4:00     |
| 7.  | »Magla«                          | 3:00     |
| 8.  | »Rano«                           | 3:15     |
| 9.  | »Malo fali«                      | 3:01     |
| 10. | »Bit će bolje«                   | 3:43     |
| 11. | »Jako«                           | 3:48     |
| 12. | »Mimo zakona«                    | 4:10     |
| 13. | »Pod tvojim prstima (Češkaj me)« | 3:44     |
| 14. | »Da me 'oće Stipe«               | 4:00     |
| 15. | »Hej, ljubavi«                   | 4:03     |
| 16. | »Kad volim, volim«               | 3:30     |

## Top ljestvice
| Top ljestvice (2003.)              | Pozicija |
| ---------------------------------- | -------- |
| Hrvatska nacionalna top ljestvica  | 2        |
| Slovenska nacionalna top ljestvica | 1        |
| Srbija - TOP POP 20                | 5        |